# محمدجعفر وارسته
محمدجعفر وارسته (زادهٔ ۱۳۲۸ در تهران) سرتیپ دوم خلبان جنگنده نورثروپ اف-۵ نیروی هوایی ایران، از مجروحان جنگ ایران و عراق و از عالی‌رتبه‌ترین مقام‌های نیرو هوایی بود که به اسارت عراق درآمد.
وی در دی ماه سال ۱۳۶۵ پس از انهدام جنگنده‌اش به‌وسیلهٔ پدافند سنگین ارتش عراق در مقام جانشین فرمانده پایگاه دوم شکاری تبریز اسیر شد و به مدت ۴ سال در زندان‌ امنیتی دژبان الرشید، اردوگاه‌های ۵، ۱۱ و ۱۹ زندانی بود.